# 2002
| 2002                                                         |
| ------------------------------------------------------------ |
| Dødsfald - Fødsler                                           |
| • Begivenheder • Film • Litteratur • Musik • Politik • Sport |

| Gregoriansk kalender | 2002 MMII               |
| Ab urbe condita      | 2755                    |
| Armensk kalender     | 1451 ԹՎ ՌՆԾԱ            |
| Kinesiske kalender   | 4698 – 4699 辛巳 – 壬午 |
| Etiopisk kalender    | 1994 – 1995             |
| Jødisk kalender      | 5762 – 5763             |
| Hindukalendere       |                         |
| - Vikram Samvat      | 2057 – 2058             |
| - Shaka Samvat       | 1924 – 1925             |
| - Kali Yuga          | 5103 – 5104             |
| Iransk kalender      | 1380 – 1381             |
| Islamisk kalender    | 1423 – 1424             |

2002 (MMII) begyndte året på en tirsdag.
Regerende dronning i Danmark: Margrethe 2. 1972-2024

## Begivenheder

### Januar
- 1. januar – 12 EU-lande får ny valuta, da Euroen bliver indført som fælles mønt.
- 5. januar – Det engelske selskab Arriva overtager togdriften fra DSB på strækninger i Midt- og Vestjylland.
- 7. januar – Ugebladet Familie Journal fylder 125 år
- 9. januar - Det amerikanske justitsministerium meddeler, at de vil gå videre med en politimæssig efterforskning af Enron
- 10. januar – Tvinds stifter, Mogens Amdi Petersen, bliver løsladt efter i alt 11 måneders fængsel – først under udleveringssagen i USA og dernæst varetægtsfængsel i Danmark under de indledende faser af bedragerisagen.
- 11. januar – Kurt Thorsen og Rasmus Trads bliver kendt skyldige i groft bedrageri og falskneri. Kurt Thorsen får seks års fængsel og Rasmus Trads fire års fængsel
- 11. januar - Guantánamo-basen på Cuba bliver oprettet
- 29. januar – Louis V. Gerstner, Jr. Stoppede som CEO hos IBM og Samuel J. Palmisano overtog så som CEO

### Februar
- 1. februar – bortførerne af den amerikanske journalist Daniel Pearl i Pakistan kræver 2 millioner dollars for at løslade ham
- 1. februar - Christian List starter den danske Wikipedia
- 2. februar – Kronprins Willem-Alexander af Nederlandene gifter sig med Máxima Zorreguieta fra Argentina
- 5. februar - Dronning Margrethe og prins Henrik genåbner sammen Danmarkshuset på Champs-Elysées i Paris
- 6. februar - Farums borgmester Peter Brixtofte bliver beskyldt for at have store udgifter til repræsentation og forbrug af meget dyre vine (8.000 kr/flaske)

### Marts
- 3. marts - vælgerne i Schweiz siger ja til medlemskab af FN
- 5. marts – Ozzy Osbournes nye reality show bliver en stor tv-succes.
- 9. marts – Mont Blanc-tunnelen genåbnes efter at have været lukket i tre år
- 15. marts - Gedved Kommunes borgmester, Ejgil W. Rasmussen vælges til ny formand for Kommunernes Landsforening efter Anker Boye, som bliver ny næstformand
- 15. marts – Basserne fejrer 30 års jubilæum i Danmark
- 20. marts - det franske arkitektfirma Atelier Jean Nouvel fra Paris vinder konkurrencen om at bygge DR Byens nye koncertsal i Ørestad

### April
- 1. april - Som det første land i verden legaliserer Holland aktiv dødshjælp, da lovgivning herom træder i kraft

### Maj
- 9. maj – Ved terrorangrebet i Kaspijsk i den sydrussiske republik Dagestan, blev en landmine sprængt under en fejring af afslutningen på 2. verdenskrig. 43 blev dræbt, 130+ sårede.
- 13. maj – Maersk Air indstiller flyveruterne mellem Rønne/København og Billund/København
- 25. maj - et Boeing 747 fra China Airlines brækker midt over i luften og styrter i havet ud for Kina. 225 mennesker omkommer
- 25. maj - ved et togsammenstød i Mozambique omkommer 197 mennesker.

### Juni
- 5. juni - Elizabeth 2. fejrer 50 år på tronen. Der afholdes en stor rockkoncert med alle de engelske stjerner. Elizabeth kører gennem London i sin imponerende guldkaret
- 5. juni - bestyrelsen for Venstre i Farum ekskluderer Peter Brixtofte, som har været medlem i 37 år. Brixtofte befinder sig i USA til alkoholafvænning
- 28. juni - familien Bagger-Sørensen sælger størsteparten af Dandy - Stimorol, V6 og Dirol, til slikgiganten Cadbury Schweppes for 2,3 milliarder kr.

### Juli
- 1. juli – 37.000 Gammel Dansk slipper ud i Tryggevælde Å og er skyld i fiskedød.
- 1. juli – Vestsjællands Amt opretter fem nye sociale arbejdsmarkedscentre, VASAC
- 5. juli - samtaler i Wien mellem FN og Irak afsluttes uden resultat
- 9. juli - den Afrikanske Union etableres på et møde i Addis Abeba i Etiopien
- 10. juli – Bamse fra børne-tv fylder 20 år

### August
- 13. august – Prag erklæres i undtagelsestilstand efter de værste oversvømmelser i mere end 200 år
- 19. august - en russisk militærhelikopter rammes af et tjetjensk missil nær Grosnij, og 118 soldater omkommer

### September
- 10. september - Schweiz bliver det 190. medlem af FN
- 11. september – tre brandmænd fra Frederikshavn Brandvæsen og Falck omkommer under øvelse i Jerup i en brændende barak
- 15. september – Socialdemokraterne i Sverige vinder valget til Riksdagen, og Göran Persson fortsætter som statsminister.
- 23. september – forbuddet mod engangsemballage ophæves af den danske miljøminister Hans Christian Schmidt. Øl- og sodavandsdåser indføres herefter
- 23. september - den første offentlige version af web browseren Mozilla Firefox ("Phoenix 0.1") udgives

### Oktober
- 1. oktober – Strukturkommissionen nedsættes
- 12. oktober - terroristangreb på Bali mod to diskoteker i strandbyen Kuta. 300 omkommer (deriblandt 3 danskere) og mere end 300 kvæstes.
- 19. oktober – Københavns Metro åbner. De første linjer gik fra Nørreport til Vestamager og Lergravsparken
- 20. oktober − De første A-buslinjer, 2A og 5A, oprettes af HUR Trafik
- 23. oktober – Terrorangrebet mod Dubrovka-teateret i Moskva begynder. Tjetjenske terrorister tog 912 civile gidsler i en tre døgn lang gidselaffære, der resulterede i, at over 129 gidsler blev dræbt og over 700 kvæstet
- 26. oktober - Moskva Teater-belejringen afsluttes. Omkring 50 tjetjenske oprørere og 150 gidsler omkommer, da russiske specialstyrker stormer det teater i Moskva, som var blevet besat af oprørerne tre dage tidligere
- 26. oktober – Marianne Karlsmose bliver ny formand for Kristeligt Folkeparti
- 29. oktober − Nordisk Råds Litteraturpris tildeles Lars Saabye Christensen

### November
- 3. november - Tyrkiet afholdet sit 16. parlamentsvalg

### December
- 6. december - dagbladet Dagen går i betalingsstandsning
- 7. december - Irak overbringer en 12.000 sider rapport om sine våbenprogrammer som forlangt af FN
- 13. december - under EU-topmødet i København bliver man enige om betingelserne for udvidelse af EU med ti nye medlemslande
- 15. december - det danske kvindelandshold i håndbold vinder EM på hjemmebane ved at besejre Norge i finalen. Holdet vandt alle sine syv kampe i turneringen

### Begivenheder uden dato
Nedenstående begivenheder mangler dato. Du må meget gerne hjælpe Wikipedia med at angive datoerne for begivenhederne.
- Den indiske guru Sai Baba beskyldes i et DR tv-program for fusk og svindel.
- Middelgrundsfortet sælges til en københavnsk investor.
- Kancellihuset på Fredensborg Slot bliver kronprins Frederiks fremtidige bolig.
- Michael Carøe turnerer med showet Back in business.
- Iran får sine egne religiøst korrekte Barbiedukker.
- Prins Harry indrømmer at have røget hash og drukket spiritus som mindreårig.
- Hillerød kommune indfører som den første forsøg med middagslur for sine medarbejdere.
- Yves Saint-Laurent trækker sig tilbage fra modeverden.
- Ota Solgryn garanterer at deres produkt er fri for stråforkorter efter et drastisk fald i salget.
- Den amerikanske militærbase Guantanamo på Cuba bliver destinationen for krigsfanger fra Afghanistan.
- Cykeltaxaen får sin debut i København.
- I Reykjavik, Island åbnes et fallologisk museum. (Samling af kønsorganer fra hanpattedyr).
- Bjørn Lomborg udnævnes til direktør for Institut for Miljøvurdering.
- Et hemmeligt rum i Keopspyramiden afsløres i en direkte tv-transmission.
- Henrik Qvortrup bliver ny chefredaktør for Se og Hør.
- Amina Lawal får stadfæstet sin dødsdom ved stening i Nigeria. Dødsdommen får den danske deltager af Miss World til at aflyse sin deltagelse. 'Miss World' flytter konkurrencen til London efter voldelige uroligheder i landet startet af muslimske modstandere af Miss World konkurrencen.
- Det Kongelige Teater aflyser en udgave af Hamlet med en mongol i den bærende rolle.
- Rettighederne til Persilleøen bliver et stridspunkt mellem Spanien og Marokko.
- Firmaet Clonaid hævder at have klonet det første menneske.
- Vivendi fyrer sin chef. Koncernen har på dette tidspunkt en gæld på 140 milliarder kroner.
- Brasilianeren Sergio Vieria de Mello bliver FN's højkommissær for menneskerettigheder. Han afløser Mary Robinson.
- Nordkorea indrømmer at have bortført statsborgere fra Japan.
- Kronhjorten er nu oppe på en bestand af 14.000 stk. En fremgang fra 5.000 stk. i starten af 1990'erne.
- Verdens største regnskovsreservat, Tumucumaque, oprettes i Brasilien.
- Retssagen mod Augusto Pinochet ved Chiles højesteret indstilles.
- Sandflugtsmuseet ved Rubjerg Knude lukker efter frygt for sammenstyrtning.
- Skestorken vender tilbage til Skjern Å ved Ringkøbing Fjord efter et fravær på 80 år.
- Newcastle Disease er i udbrud i flere fjerkræbesætninger i Jylland.
- WorldCom går i betalingsstandsning.
- Johannesburg er vært for FN's verdenstopmøde.
- AOF i København går konkurs.
- Belgien tillader aktiv dødshjælp.
- Mary Robinson modtager Sonningprisen i København.
- Thorvaldsens Plads i København oprettes med et spejlbassin af Jørn Larsen.

## Født
- 4. april – Marie Højgaard Andersen dansk skuespiller.
- 22. april – Sarah Pind Kristensen, dansk skuespiller.
- 22. juli – Grev Felix, dansk greve.
- 6. november – Clara Faust Spies, dansk skuespiller.
- 21. december – Clara Tauson, dansk tennisspiller

## Politik
- 19. februar - Indenrigsminister Lars Løkke Rasmussen beslutter at Farum Kommune skal under administration af Indenrigsministeriet
- 10. marts - Byrådsflertal i Farum Kommune beslutter at indstille borgmester Peter Brixtofte til suspension

## Sport
- 8-24. februar - de olympiske vinterlege afholdes i Salt Lake City, Utah, USA
- 10. marts - Camilla Martin vinder guld ved All England ved at besejre 4 kinesere i træk. Kun Kirsten Larsen har tidligere udført samme bedrift
- 11. juni - ved VM i fodbold i Sydkorea slår Danmark de franske europa- og verdensmestre 2-0 og sender dermed disse ud af turneringen efter den indledende runde
- 15. juni - Danmark taber 3-0 til England i 8. delsfinalen ved VM i fodbold i Japan/Sydkorea
- 6. oktober - den danske tennisspiller Kenneth Carlsen vinder Japan Open i Tokyo
- 15. december - Danmark besejrer Norge med 25-22 i finalen og bliver europamester

- Pokalfinalen i kvinde håndbold Ikast/Bording – Slagelse FH 36-38 efter 2x omkamp.
- Racerkøreren Tom Kristensen udnævnes til årets sportsnavn 2002 i Danmark i Danmarks Idræts-Forbunds officielle kåring.
- Ultimate Fighting kommer til Danmark.
- Lance Armstrong vinder Tour de France for fjerde gang. Han bliver dog senere frataget alle sejre.
- Danmark taber 3-0 til England i ottendedelsfinalen ved VM i fodbold, og ryger dermed ud af verdensmesterskabet.
- Danmark vinder 3-1 over Israel i en testkamp i fodbold med stor politibevågenhed på grund af den spændte situation i Mellemøsten.
- Rekordår i dansk professionel golf. På kvindernes Europatour vinder Iben Tinning i maj turneringerne Ladies Irish Open og Italian Open. På herrernes Europatour bliver det til 4 sejre: Anders Hansen vinder i maj 3.2 mio. euro efter sejr i Volvo PGA Championship i England; Søren Hansen vinder i juni Irish Open; i september vinder Thomas Bjørn BMW International Open i München; og i oktober sejrer Steen Tinning i Open de Madrid.
- Europa vinder golfturneringen Ryder Cup 15½-12½ over USA.
- Brøndby IF bliver danske mestre i fodbold.
- Odense Boldklub bliver danske pokalmestre i fodbold.
- Brasilien vinder VM i fodbold i Sydkorea og Japan med en 2-0 sejr over Tyskland.

## Musik

### Koncerter
- 4. oktober – Dåbens Pagt for messingkvintet og orgel af Frederik Magle bliver uropført ved Prins Felixs dåb i Møgeltønder Kirke[1]

### Amerikanske udgivelser
- Aerosmith: O, Yeah! The Ultimate Aerosmith Hits
- Bruce Springsteen: The Rising
- Christina Aguilera: Stripped
- Eminem: The Eminem Show
- Norah Jones: Come Away With Me
- Maroon 5: Songs about Jane
- Justin Timberlake: Justified

### Britiske udgivelser
- Coldplay: A Rush of Blood to the Head
- The Rolling Stones: Forty Licks
- Robbie Williams: Escapology

### Canadiske udgivelser
- Alanis Morissette: Under Rug Swept

### Danske udgivelser
- 20. februar – D-A-D: Soft Dogs
- Malk De Koijn: Sneglzilla

### Grammy Awards
- Record of the Year: Walk on (U2)
- Album of the Year: O Brother, Where Art Thou? (Soundtrack)
- Song of the Year: Fallin' (Alicia Keys)
- Best New Artist: Alicia Keys

### Danish Music Awards
- Årets Danske Album: Safri Duo – Episode II
- Årets Danske Gruppe: Safri Duo
- Årets Nye Danske Navn: Christian
- Årets Danske Sanger: Thomas Helmig
- Årets Danske Hit: Safri Duo – Played-A-Live (The Bongo Song)

### Melodi Grand Prix
- Dansk vinder: Malene Winther-Mortensen: Tell Me Who You Are, på dansk Vis mig hvem du er. Selvom hun til finalen i Tallinn til Eurovision Song Contest 2002 var en af favotitterne, dumpede Danmark efter to meget gode år — en 1. plads i 2000, en 2. plads på hjemmebane året efter — fik Marlene Danmarks værste placering: 24 ud af 24 med kun 7 point.
- 25. maj – Letland vinder årets udgave af Eurovision Song Contest med sangen "I wanna" af Marie N. Showet blev dette år afholdt i Tallinn, Estland.

### Andet
- Razz vinder De Unges Melodi Grand Prix med sangen Kickflipper.
- Jean Michel Jarre afholder koncert i Danmark. Koncerten ender dog i regn og mudder.
- Wig Wam Tour flopper, og bliver aflyst

## Nobelprisen
- 11. oktober - Fred - Jimmy Carter“for årtiers utrættelig indsats for at finde fredelige løsninger på internationale konflikter, for fremme af demokrati og menneskerettigheder og for sit virke for økonomisk og social udvikling”

## Film
- 24. marts - Halle Berry modtager som den første sorte skuespillerinde en Oscar for bedste kvindelige hovedrolle
- 1. juni – MTV Movie Awards 2002 afholdes i Shrine Auditorium, Los Angeles, Californien
- 18. december, Ringenes herre - De 2 Tårne har premiere.
- Et smukt sind med Russel Crowe har premiere.
- Tegnefilmen Monsters Inc. har premiere.
- Små ulykker vinder prisen for bedste europæiske spillefilm i Filmfestivalen i Berlin.
- Elsker dig for evigt (ny dogmefilm) har premiere.
- Lilja 4-ever, en dansk-svensk film a Lukas Moodysson, har premiere.
- Cubic

## Bøger
- Boghandlernes gyldne Laurbær: Hans Edvard Nørregård-Nielsen: Riber Ret (erindringer)
- Henrik Nordbrandt – Døden fra Lübeck
- Åsne Seierstad – Boghandleren i Kabul